# Памятник одесситам-чернобыльцам
Памятник одесситам, участвовавшим в ликвидации аварии на Чернобыльской АЭС расположен в сквере на углу Малой Арнаутской и Александровского проспекта в Одессе. Установлен 1997 году, к 11-й годовщине аварии на ЧАЭС. Скульптор — Александр Князик, архитектор — Владимир Глазырин
Памятник представляет собой колонну из чёрного гранита, вершину которой венчает человеческая фигура в виде распятия, обеими руками удерживающая две половины атомного ядра. На подножие памятника нанесена надпись: «Одесситам-чернобыльцам». Позднее к надписи была добавлена строка: «Участникам ядерных испытаний».
Каждый год в годовщину аварии у памятника проводится митинг-реквием памяти жертв катастрофы.